# 流行り神 警視庁怪異事件ファイル
『流行り神 警視庁怪異事件ファイル』（はやりがみ けいしちょうかいいじけんファイル）は都市伝説を題材にした日本のコンピューターゲームのシリーズ。開発・販売元は日本一ソフトウェア。タイトルの『流行り神』とは、同名のシナリオ中で説明があるとおり「一過性の流行で崇拝される神仏、偶像」を意味する。
ラインナップは以下の通り。
- 流行り神 警視庁怪異事件ファイル
- 流行り神2 警視庁怪異事件ファイル
- 流行り神3 警視庁怪異事件ファイル

## 概要
主人公は警視庁の刑事として、「コックリさん」や「赤マント」「さとるくん」といった都市伝説を題材にした奇妙な事件を解決していく。ゲームは文章と絵が表示され、要所要所で現れる選択肢の中から適切と思われるものを推理し選択、事件の謎を解いていくというホラーテイストのテキストアドベンチャーゲームである。本作最大の特徴として、プレイヤーの選択によって"科学的"な捜査と、"オカルト"要素を許容した捜査の二種に分岐していくシナリオ方式があげられる。
プロデューサー・シナリオライターは新川宗平。キャラクターデザイン・イラストレーションは菅原健。BGMは酒井良。
各作品の第零話が体験版としてPlayStation Storeで配信されている（『1』『2』はPSP版）。
累計販売本数は、2010年3月31日の時点で12万900本。
2023年7月27日には、シリーズ3作品をセットにし新規シナリオを追加したPlayStation 5 / PlayStation 4 / Nintendo Switch用パッケージソフト『流行り神1・2・3パック』が発売。ダウンロード版は各タイトルを個別に発売する。

## システム
カリッジ・ポイント
プレイヤーには、シナリオごとに決まった数量のカリッジ・ポイント (Courage Point) 、即ち「勇気」が与えられる。
ゲーム中では選択肢に赤い六角形が表示された「勇気を必要とする行動」が現れる場面があり、これを選択するとポイントを1つ消費する。そのシナリオでポイントを使い切ってしまうと、ポイントが必要な選択肢は選べなくなってしまう。その為どこでカリッジ・ポイントを使うかを考えながらゲームを進めなければならない。
セルフ・クエスチョン
ゲーム中の要所要所で今までの状況を整理する「セルフ・クエスチョン（自問自答）」があり、ここでの推理がシナリオの方向性や、終了時の評価（ランク）に影響する。特に事実と矛盾するような選択を選ぶと評価が下がってしまう他、導き出した結論によってゲームオーバーに直行する場合も多々ある。セルフ・クエスチョン中の画面上部に出るギミックはシリーズ毎に違っており、1作目では円から出る波紋、2作目ではアナログの脳波計、3作目ではデジタルの脳波計となっている。不正解の選択肢を選ぶと1作目では波紋の色が変わり、2作目と3作目では波形が大きく乱れることで視覚的に認識することができる。
推理ロジック
人物相関図にゲーム中で得たキーワードを当てはめ、事件の全景を作る場面。エピソードの佳境か、任意のタイミングで表示され、ここでのキーワードの選択が評価に大きく影響する。
特定の選択肢を経過しないと得られないキーワードの存在や、一つのキーワードが複数の枠に当てはまる場合がある為、総当りだけでは解けないようになっている。評価は大きく分けて「可」か「否」であり、評価が悪いと真実に到達できなかったり、次のシナリオに進めないことがある。3作目の番外編では推理ロジックに入る前に、各話主人公の事件解決に対する意気込みが語られる。
データベース
ゲーム中にて都市伝説の題目やオカルト知識を要する単語、また警察機関の専門用語などが現れた際に、補足説明が登録される辞書。
各作品それぞれに200種の単語が用意されており、どのシリーズも200個目の単語は「F.O.A.F」（"Friend of a Friend"「友達の友達」）である。都市伝説の伝播経路を表す単語であり、作中のエピソード開始時でも頻繁に語られ、当作品に於ける象徴的な単語として扱われている。

## 流行り神 警視庁怪異事件ファイル
2004年8月5日発売。
BGMのタイトルは全て漢字1文字で統一されている。
エンディングテーマ「Phantom」
作詞 - 平田純子、作曲・編曲 - 酒井良、歌 - 村田あゆみ
ゲーム内では第零話に登場する川原ミユキの新曲という設定になっている。
初回限定版にはドラマCD「怪異事件ファイル」が付属した（ゲーム本編との関連性はない）。
ドラマCDキャスト
- 鈴木勝美
- 佐久間紅美
- 山田美穂
- 下和田裕貴
- 石塚さより
- 落合祐里香
- 井上悟
- 中村繪里子

### 流行り神Revenge 警視庁怪異事件ファイル
2005年7月14日発売。『流行り神』に改良を加えた廉価版。シナリオなど基本的なゲーム内容は同じだが、値段が安くなって再リリースされ、パッケージも変更されている。
ゲーム内容での改良点は以下の3箇所。
- スキップの高速化
- 未読の文章でもスキップできるように
- 一度選んだ選択肢にチェックがつくように変更

「データコンバート」機能があり、通常版のセーブデータを読み込んで、『Revenge』で使用可能にすることができる。
おまけとして都市伝説を題材にしたドラマCD「呪われた都市伝説」が付属している。
ドラマCDキャスト
- 若林直美
- 中村繪里子
- 又吉愛
- 山田美穂
- ならはしみき
- 笹本優子
- 岡崎雅紘
- 井上悟

### 流行り神PORTABLE 警視庁怪異事件ファイル
2005年12月15日発売。『Revenge』にさらなる改良を加え、PlayStation Portable (PSP) に移植したバージョン。
2007年7月5日にはザ・ベストプライスとして廉価版が発売された（内容は同じ）。
シナリオなど基本的なゲーム内容は同じだが、PS2版には無かった新規のイベントグラフィックが30枚追加されている。さらにL、Rボタンに機能を割り振ることができるショートカットキー機能が追加され、操作系も改良されている。また、6話分のオーディオドラマが追加されている。無線LANのアドホック機能を使い体験版を他のPSPに送信できるゲームシェアリング機能にも対応している。
続編である『流行り神2』の予告ムービーも収録されている。
オーディオドラマ
- 第一夜 笑顔の男
- 第二夜 残念ながら
- 第三夜 償いメール
- 第四夜 同窓会
- 第五夜 死因
- 第六夜 肉

オーディオドラマキャスト
- 岡崎雅紘
- 佐久間紅美
- 若林直美

### 流行り神 MOBILE 警視庁怪異事件ファイル
2007年7月1日より配信開始された。対応端末はFOMA904i,903iシリーズ、softbank81*,91*シリーズで、順次対応予定としている。詳細端末はサイト参照。日本一ソフトウェアが運営する携帯電話サイト「日本一GAMES」内で配信されている。
内容はオリジナルのPS2,PSP版のものとほぼ同じ。体験版（第0話・チェーンメール）は無料でダウンロード可能となっている。本編はシナリオごとに購入してプレイする。

### 流行り神DS 都市伝説怪異事件
2009年6月11日に発売された。サブタイトルは違うがPS2版からのリメイク移植であり、ゲーム全般の操作をボタンとタッチペン両方で行うことができる。『流行り神Revenge』からの未読スキップ、選択済み項目のチェックの他、『流行り神2』からの分岐ツリーシステムが採用されている。また、各シナリオで条件を満たすことで解禁される、本編の描かれなかった部分を補完するショートストーリー「隙間録」が追加された。

## 流行り神2 警視庁怪異事件ファイル
2007年11月15日発売。
前作にあった推理ロジック、セルフ・クエスチョン、カリッジ・ポイント、専門用語データベースといった特徴的なシステムはそのまま継承。シナリオのボリュームが大幅にアップしている他、新たにシナリオの分岐ツリー閲覧機能が追加され、未読の展開の有無が視覚的に把握できるようになった。一部にアニメーションが挿入されるなど演出面での強化も見られる。BGMは前作の物と新曲とあり、新曲は漢字2文字で統一されている。
流行り神の公式サイトで配信されたショートホラームービー全8話が収録されたDVDビデオ『流行り神 the Movie 恐怖DVD』が本作の同梱品として添付された。

### 流行り神2PORTABLE 警視庁怪異事件ファイル
PlayStation Portableへの移植版。2008年8月7日発売。
新たにイベントCGの追加、エンディングテーマの追加、最終話に「式部人見」を主人公とした「人見ルート」の追加が行われた。
エンディングテーマ「聴いteハ逝ケなイ唄」
作詞 - 上松範康 (Elements Garden) 、作曲・編曲 - 菊田大介 (Elements Garden) 、歌 - 霜月はるか

### 流行り神2DS 都市伝説怪異事件
2009年7月9日に発売された。前作の『流行り神DS』と同じシステムで、隙間録も追加されている。人見ルート、新規エンディングテーマなどPSP移植の際の追加要素も収録。

## 流行り神3 警視庁怪異事件ファイル
PlayStation Portableで2009年8月6日発売。「シリーズ完結編」とされている。
「分岐ツリー」が縦表記から横表記に変更され、選択した分岐箇所へ戻る機能、バックログの読み戻し機能が追加されている。
本編はオカルト色を若干薄めた人間の内面に潜む恐怖に重点を置いたシナリオになっている。それに対し番外編ではオカルト色を強めたシナリオとなっている。
BGMは『2』から一新されており、曲のタイトルは漢字3文字で統一されている。エンディング曲は歌詞付きのものではなく、ゲーム中のBGMのメドレーになっている。

## 主な登場人物
風海純也（かざみ じゅんや）※名前変更可能
身長：172cm 年齢：『1』23歳→『2』24歳→『3』25歳
シリーズの主人公でプレイヤーの分身。警察史編纂室所属の若き警部補。キャリア組のエリートとして警視庁捜査一課に配属されていたが、最初に担当した事件の直後になぜか編纂室へと左遷される。奇妙な事件に対し科学的な視点とオカルト的な視点の両方から考える柔軟な視点を持つ。本来の性格に加え、まだ新米ということもあり、容疑者も含めた事件関係者に対して感情的になることもある。また、高圧的な態度をとることは皆無であり、聴取の際にも相手を刺激させないよう常に物腰柔らかな態度で臨むなど、警察官として模範的すぎる行動をとることが多い。父親とは警察官になる過程で激しく衝突し、現在は疎遠になっているが嫌っているわけではなく尊敬している。シリーズ毎に使用する携帯電話が変わっている。作中に登場する他のキャリアに比べると頭の回転は良くない方だが、それでもノンキャリアの警官よりは頭がいい。
小暮宗一郎（こぐれ そういちろう）
年齢：『1』27歳→『2』 - 『3』の第三話、28歳→『3』の第三話以降、29歳
純也が捜査した事件を担当する所轄署の刑事だったが、純也と共に編纂室に配属される。階級が巡査部長であることから、自分より年下だが階級が上の純也を「先輩」と呼んで付き従っている。ゴツイ風貌で体格もよく、武術も嗜んでいるが、流血沙汰と怪奇現象が苦手。逆を言えば物理的な危機には無敵の強さを誇り、暴漢などは軽く張り倒し電子ロックの扉も体当たりで抉じ開ける頼もしさを見せる。甘いものが好きらしく、飲食時にはキャラに似つかわしくないオーダーをするシーンも。綾という妹がいる。
『魔界戦記ディスガイア3』にゲスト出演している。
犬童蘭子（いんどう らんこ）
怪しげな大阪弁でしゃべる女警部。純也たちの上司なのだがほとんど仕事らしい仕事はせず、いつも編纂室のオフィスでテレビを見るか公営競技に勤しんでいる謎の人物。捜査に行き詰った純也にさりげなくアドバイスを出すなどオカルトに博識 (?) な面を見せることもある。
霧崎水明（きりさき すいめい）
東京都内の「須未乃大学（すみのだいがく）」にて民俗学の講師を務める男。オカルトや都市伝説に詳しい。中学生時代に両親を亡くし、純也の家族に引き取られた。純也にとっては幼い頃から兄弟同然に育った為、兄のような存在。
『流行り神2』では前作に比べると容貌が父に似てよりワイルドになった。
式部人見（しきぶ ひとみ）
鴨根大学付属病院で監察医を勤めながら、大学では法医学を教えている美人監察医。水明とは大学時代からの友人。科学信望者かつ理論派で、オカルトには否定的で議論になることも。
間宮ゆうか（まみや ゆうか）
水明が講師を務める大学の学生で自称「オカルトジャーナリスト」。高校時代に体験した奇妙な事件との関わりを機に、都市伝説や噂話への興味を持つ。またその一方で怪現象に対する科学的な証明への姿勢も持っている。
髪型は元々ショートカットだったが、『流行り神2』で更に短いボーイッシュな髪型となり、『流行り神3』にてまた『1』と同程度の髪までのびる等、シリーズごとに髪型が変化している。
賀茂泉かごめ（かもいずみ かごめ）
『流行り神2』から登場したキャラクター。キャリアの女性警部補。科学信奉者で、オカルトの話題になると著しく不機嫌になったり、感情的になって否定したりする。アメリカでプロファイリング技術を学んでいる。眼鏡をかけた美人だが、自覚無しの自己中心的性格の上に高飛車で、昨日と今日で言っていることが違っていたり他人に高圧的に接したりと人付き合いは決定的に下手。常に自分が一番頑張っているという自称を挟み、失敗は周囲の人間のせいにする。プライドの高いように見えて目上の人間には簡単に掌を返す上、人の嫌みに付け込んで世を渡るという極めてあくどい面を見せる。しかし、幅広い知識と頭の回転の早さ、論理的思考は極めて優秀であり、純也達にも認められる存在ではある。純也には一方的に張り合う癖があり、しばしば衝突する。そのため純也からは「女帝」「暴君」と例えられることが多い。唯一、人見の前でのみ社交性のある常識人に変貌する。
羽黒薫（はぐろ かおる）
『流行り神3』から登場したキャラクター。警視庁刑事課に所属する警察官。メガネ男子で、愛嬌が良いことから周囲の上司や女性陣に支持されている。根っからのオカルトオタクで、編纂室が扱う事件に興味を持っている。オカルトはもちろん文学や科学薬品の知識も豊富である。かごめの烈火の如き罵詈雑言をひらりと躱す、幼稚に見えて意外と口上手な面がある。警官となったのは純也より先と、見た目と年齢が乖離しており実際の年齢は不明である。なお、本編での出番は少ないが、ある意味で重要人物らしく活躍することもある。
道明寺秋彦（どうみょうじ あきひこ）
ある事件で純也たちの前に現れた、軽薄な感じのする刑事。捜査一課所属で小暮の警察学校の同期と自称して登場するも、実際にはそのような人物は存在せず、事件解決と共に忽然と姿を消した。しかし、その後もたびたび純也たちに接触しては、事件の重要証拠や部外秘の捜査情報を編纂室にもたらしてくる。その正体や目的は不明。

## 各話の物語とゲストキャラクター

### 流行り神 警視庁怪異事件ファイルの物語・ゲストキャラクター

#### 序章
薄暗い牢獄の中で目覚めた男は、記憶を失っていた。室内にはどこからともなく声が響き、失踪した警察官・風海純也の事と、彼が遭遇した不可思議な体験を男に聞かせる。

#### 第零話 チェーンメール
警視庁地下のとある一室。暇を持て余していた主人公（＝風海純也）の元に、一通のチェーンメールが届いた。「連続殺人犯を目撃した――。このメールを受け取ったら電話番号を書いて送って欲しい。無理なら、3日以内に10人に送って欲しい。」あからさまに怪しいメール。しかし、正義感か好奇心かメールに応えた純也のもとに、差出人だという女性から連絡が入る。彼女は純也に犯人が「はっとりえりさ」という名であることを告げる。
川原ミユキ（かわはら ミユキ）
国民的人気のアイドル歌手であり、都内の連続殺人事件の目撃者。本名は「服部えりさ」。小暮宗一郎の憧れの人。
林奈緒（はやし なお）
都内の連続殺人事件のもう一人の目撃者であり、「はっとりえりさ」をよく知る人物。冷たい感じの女性だが、殺人鬼を止めたいと強く願っている。
はっとりえりさ
今回の連続殺人事件の犯人。川原ミユキの本名と同じ名前であり、その関連性を探ることになる。

#### 第一話 コックリさん
警視庁捜査一課に配属された新人刑事の風海純也にとって初めて担当した事件。私立花峯高校で女子生徒の連続自殺事件が発生、捜査を始めた純也と所轄署の刑事小暮宗一郎は、校舎の陰でコックリさんに用いられるウイジャ盤を燃やそうとする女子生徒を目撃する。純也と小暮が警察史編纂室に配属されるきっかけとなった事件。
佐々木規行（ささき のりゆき）
捜査一課課長で純也の直属の上司。現場叩き上げのノンキャリア組で、キャリア組の純也を目の仇にしている。階級は警視正。
堀川麻里（ほりかわ まり）
私立花峯高校の3年生の女子生徒。眼鏡をかけた知的な印象の少女で、自殺事件に対して異常なほどに冷たい素振りを見せる。
神山由佳（かみやま ゆか）
私立花峯高校の3年生の女子生徒。事件に心当たりがあり、たびたび純也との接触を図ろうとする。
山野恵子（やまの けいこ）
私立花峯高校の3年生の女子生徒。ウイジャ盤を燃やそうとしていた。
長谷部成美（はせべ なるみ）
私立花峯高校の3年生の女子生徒。飛び降りによる1人目の自殺者。
伊藤香織（いとう かおり）
私立花峯高校の3年生の女子生徒。割腹による2人目の自殺者。
野沢翔太（のざわ しょうた）
私立花峯高校の3年生の男子生徒。スポーツマン風の好青年。崎田美佐の幼なじみ。
崎田美佐（さきた みさ）
2年前に交通事故で死亡した生徒。
長峯新太郎（ながみね しんたろう）
私立花峯高校の校長。

#### 第二話 鬼
警察史編纂室勤務となった翌日、謎の男から児童誘拐事件の捜査に参加するよう、電話での指示を受けた純也と小暮。すぐに誘拐された児童の自宅に向かうも現場指揮官に追い出される2人の前に、道明寺と名乗る刑事が現れる。彼は鬼が児童を連れ去ったと言う目撃談を純也たちに聞かせると、誘拐事件を独自に捜査するよう頼み込むのだった。
印南政義（いんなみ まさよし）
捜査一課の刑事で誘拐事件の現場指揮官。階級は警視。プライドが高く出世欲の強い性格であり、独自に調査しようとする純也たちと衝突する。
斉藤祐介（さいとう ゆうすけ）
誘拐された児童。小学2年生。母親と2人で暮らしている。
斉藤由香利（さいとう ゆかり）
祐介の母親。2年前に火災事故にあった際、身を挺（てい）して祐介を助け出した過去がある。
小林亮（こばやし りょう）
鬼を目撃したと証言する少年。
安西聡子（あんざい さとこ）
斉藤家の隣人。趣味はガーデニング。
雪村恭子（ゆきむら きょうこ）
安西聡子の義理の妹。産婦人科医院の副院長だった。
松浦（まつうら）
監察医。式部人見の同僚で、大学病院の教授。催眠の研究を行なっている変わり者で、目撃者に逆行催眠を施し証言を引き出す。

#### 最終話 名前の無い駅
病室のベッドの上で目を覚ました純也は、小暮達から病院の前で倒れていたことを聞く。記憶を失っていた純也だったが、ゆうかと一緒に「名前の無い駅」に行っていたことを思い出し、更にゆうかが行方不明になっていることを聞かされる。純也は小暮、水明、人見と共にゆうかを探すため「名前の無い駅」に向かう。
謎の男
「名前の無い駅」から続く施設で、犬童蘭子と共に純也たちの前に現れる。ある組織に属している。

#### 霧崎編 さとるくん
霧崎水明が中学時代に体験し、それまで科学一辺倒だった彼がオカルトに関心を持ち始めたきっかけの出来事を回想する。同級生の田井野から、電話ボックスで未来を教えてくれる「さとるくん」の噂を聞いた水明たち仲良しグループはさっそく公園で実験することに。しかし受話器を持った原田美久は何も教えてくれなかったと言い、田井野は「未来が無い＝死ぬって事なんだ」と一人色めき立つ。馬鹿馬鹿しい噂話に冷める水明だったが、その晩美久が何者かに殺された事を知る。
椎名淳子（しいな あつこ）
水明の同級生で、仲良しグループの一人。美久が殺されて以来元気を失いつつも「さとるくん」への興味を示す。
原田美久（はらだ みく）
淳子の親友で、仲良しグループの一人。家族事情からややグレたところがある。「さとるくん」と通話したその晩に撲殺される。
田井野賢二郎（たいの けんじろう）
仲良しグループの一人。オカルトマニアのお調子者。様々な都市伝説を嗅ぎつけては周囲に披露することを役割としている。
長崎響子（ながさき きょうこ）
霧崎たちのクラス担任で、担当教科は音楽。生徒からの人気は高い。
桜井富士雄（さくらい ふじお）
山男のような風貌の体育教師。乱暴者であり、生徒からは憎まれている。また、響子先生との不倫の噂が立っている。
霧崎道明（きりさき どうめい）
水明の父親。水明に対し「さとるくん」に深入りしないよう忠告する。

#### 人見編 カシマレイコ
式部人見が大学病院に勤務して間もない頃に体験した不可思議な事件を回想する。カリスマモデルの鏑木輝充が、片腕が溶け骨が露出した状態で病院へと搬送される。そして鏑木の死をきっかけに、人見の周囲で怪奇現象が立て続けに起こり始める。
高田幸造（たかだ こうぞう）
人見の上司で、評判の腕を持つ名医。
津積孝平（つづみ こうへい）
研修医。密かに人見に思慕を寄せる。また、鏑木の同級生でもある。
落合圭三（おちあい けいぞう）
三流誌のゴシップ記者で、カリスマモデルの死を嗅ぎつけ院内を調べまわる。その一方で都市伝説に造詣があり、入院患者の少年、福岡篤文に怖い話を聞かせるなど不思議な行動を取る。
福岡篤文（ふくおか あつふみ）
入院中の少年。オカルトや怖い話に興味があり、落合の持ってくる噂話を気に入っている。
希樹比佐子（まれき ひさこ）
鏑木の婚約者であり、また鏑木、津積両者との同級生でもある。踏切事故に遭った過去がある。

#### ゆうか編 神隠し
間宮ゆうかが高校時代、肝試しの最中に体験した神隠し事件を回想する。演劇部の先輩、佐倉智子たちと共に「第2科学室のホルマリン漬けの女生徒の噂」の真相を確かめるべく、冬季期間中閉鎖される校舎に忍び込むゆうか。調査を終えて宿直室で暖を取る面々だったが、佐倉に単独での再調査を命じられたゆうかの身に次々と怪異が襲い掛かる。
佐倉智子（さくら ともこ）
ゆうかの所属する演劇部の部員。男勝りな性格で、口調も「 - だぜ」と荒っぽい。また過度なイタズラ好きであり、「先輩の命令には絶対服従」の掟を濫用してはゆうかに難題を吹っかけることもしばしば。
羽黒薫（はぐろ かおる）
ゆうかの親友。肝試しの最中、神隠しに遭う。多々良家と村での派閥争いを続けてきた羽黒家の家系であり、その因縁に翻弄されている。名前だけは第二話の時点で登場している。
下橋ミキ（しもはし ミキ）
自称新聞部のエース。面白そうな話を嗅ぎつけては首を突っ込んでおり、今回も呼ばれていないにも拘らず強引に肝試しに参加した。

#### 退魔師 犬童蘭子
上記7編のシナリオで集められる限りのデータベースを蒐集すると出現するエピソード。選択肢が存在せず、セルフクエスチョンや推理ロジックも登場しない完全に一本道のシナリオであり、第一話を蘭子の視点から描いている。
金毛九尾の狐（こんもうきゅうびのきつね）
元々日本の怪異譚の人気役者であり、歴史の陰に暗躍した悪女の正体とされている。私立花峯高校校舎の陰で殺生石の欠片に身を潜め、連続自殺事件に渦巻く負の感情を吸収した。

### 流行り神2 警視庁怪異事件ファイルの物語・ゲストキャラクター

#### 序章（流行り神2）
四方を壁に囲まれた無機質な空間に呼ばれた男は、自身をガラスごしに見下ろす上流階級の人間達に、風海純也が捜査した事件について語り聞かせる。男の話に大いに興味を示す彼らだったが、男がそこに呼ばれた理由は別にあった。

#### 第零話 黒闇天
風海純也はいつものように編纂室での勤務を終え小暮と共に帰宅する途中に、高校時代の同級生であり、初恋の人でもある春日雪乃と再会する。夫が自殺を図り、遺留品を引き取りにきた帰りだったと言う彼女を自宅まで送り届けた2人だったが、招かれたアパートの部屋で、壁に女性を描いたかのような奇妙な赤いシミを発見する。小暮はその絵に不吉なものを感じ取り、純也は雪乃の夫の自殺との関連性を調べ始める。
春日雪乃（かすが ゆきの）
純也の高校時代の同級生であり初恋の相手。
今村浩二（いまむら こうじ）
雪乃の隣の部屋にすむ住人。雪乃の部屋から不審な物音を聞いている。
古関静江（こせき しずえ）
雪乃のアパートの管理人。
古関和子（こせき かずこ）
静江の娘。

#### 第一話 予知夢
ある日、編纂室に宮本舞と名乗る女性が訪ねてくる。彼女は日々の行動を分単位で克明に書かれた手紙を郵便受けに投函される「ストーカー被害」にあっていた。更にストーカーに殺される夢を見た日、現実にそれと同じシチュエーションに遭遇した彼女が自室に逃げ帰ると、ドアに「夢と違うことをするな！」と血文字で書かれていたと言う。編纂室のメンバーは現実離れした事件に疑問を抱きながらも、彼女の警護を始めるのであった。
宮本舞（みやもと まい）
ストーカー被害を編纂室に訴えてきた女性。職業は夢占い師。
草壁太一（くさかべ たいち）
舞の幼馴染みで、最近留学から帰ってきた青年。
宮本篤（みやもと あつし）
舞の父親で都議会議員。一見過保護に過ぎるところがあり、舞の警護を止めるよう純也に押し迫る。
曽我哲治（そが てつじ）
舞の住むマンションの管理人であり、また伯父でもある。過去に娘を凶悪事件で失くしており、舞を実の娘のように大切にしている。
野上和志（のがみ かずし）
舞の常連客。頻繁に通っては何故かその都度、舞自身のことを占わせようとしている。

#### 第二話 心霊写真
人気演劇団「劇団千年紀」の劇場にて、トップ女優の五十嵐理緒が殺害される。その事件の証拠品に「心霊写真」が提出されたことがきっかけとなり現場に派遣された編纂室の面々は、以前事故死した天才女優、辻さやかにまつわる祟りの噂を聞く。
安藤誠（あんどう まこと）
劇団千年紀の創設メンバーであり、メディアの注目を浴びる盲目の演出家。曰くつきの演目『死の道行』を何としてでも再演させようとしている。
佐伯竜彦（さえき たつひこ）
創設メンバーであり、安藤とは大学からの友人。制作と言う立場で劇団の実質的な運営を任されている。
五十嵐理緒（いがらし りお）
劇団の看板女優で被害者。死因は渡り廊下（スノコ）からステージ上への墜落死。生前撮られた写真には心霊らしきものが写っていると言う。
辻さやか（つじ さやか）
3年前の『死の道行』の初演目前、交通事故で死亡した。
瀬戸礼人（せと れいと）
団員であり、五十嵐の恋人。彼女の死に、声を荒らげ取り乱す様子を見せる。
初芝貴子（はつしば たかこ）
辻さやかと親しかった団員。才能はあるが普段は内気。
岩永陽一（いわなが よういち）
創設メンバーであり、大道具担当。事件現場に酒と塩を撒こうとするなど、迷信深いところがある。

#### 最終話 流行り神
ゆうかと水明のゼミ合宿に3人の欠席者が出たため、純也ら編纂室のメンバーは休暇でそのゼミ合宿に付き添うことになった。「常世島（とこよじま）」と呼ばれる東京都の孤島にて休暇を楽しむはずだった純也らは、有名な都市伝説に似た猟奇殺人に遭遇してしまう。そして捜査を進めるうちに、事件は純也のよく知る人物の過去へと絡んでいく。
楡枝澄子（にれえだ すみこ）
純也たちが宿泊する「常世島ホテル」の支配人。但し、就任して日は浅い上に島外の人間ということもあり、実質的には鳳よりも立場は下。
鳳基晴（おおとり もとはる）
常世島ホテル副支配人。海千山千、剛腕のホテルマンで、就任して日が浅い楡枝支配人よりも実質的には強い影響力を持っている。商売への影響を懸念してホテル内で起きている猟奇殺人を隠蔽したがっており、純也達に全く協力するそぶりを見せないどころか、買収まで企む。
谷圭一郎（たに けいいちろう）
常世島ホテル従業員。勤務態度は良好。非常に慇懃穏やかな物腰で、他のスタッフや常連客にも気に入られている。島出身者だが、一時期島外で生活をしていた。
七原のぞみ（ななはら のぞみ）
常世島ホテルの医務室付き医師。過去の医療ミスによりトラウマを抱えている。同僚の青山医師に疎まれている。
福井佳奈美（ふくい かなみ）
医務室付き看護師。七原と交代で当直勤務をしている。
柿崎幸之助（かきざき こうのすけ）
作家で、常世島ホテルの常連客。非常に気難しい性格で純也たちの捜査にも嫌悪感を示す。心を開くのはホテルマンの谷のみ。
青山正純（あおやま まさずみ）
常世島唯一の診療所を経営する老人。島出身者で島の伝承にも詳しいが、柔軟な発想を持つ。同僚の七原のことを疎ましく思っている。
大野原剛（おおのはら つよし）
島でたった一人の駐在所職員。階級は巡査。非常に頼りない性格であり、対面して早々、賀茂泉かごめの忠犬となって捜査に協力する。
落合圭三（おちあい けいぞう）
三流誌のゴシップ記者。ある事件を追う最中でスクープの匂いを嗅ぎつけ、純也たちの前に現れる。

#### 人見編 よみがえり（PSP、DS版限定）
選択肢が存在せず、セルフクエスチョンや推理ロジックも登場しない完全に一本道のシナリオであり、最終話を人見の視点から描いている。エピソード終了後には最終話と同じくエンドクレジット（BGM違い）が流れる。その後、同事件裏での道明寺に関するミニエピソードを見ることができる。
安曇優（あずみ すぐる）
大学時代の人見の恋人であり、彼女の人生を大きく変える事になった人物。水明の親友でもある。現在行方不明。

#### かごめ編 座敷わらし
休暇を利用し東京から遠く離れた故郷を訪れた賀茂泉かごめは、未だ残骸の残る生家の焼け跡に足を運ぶ。幼い頃遊び場だった庭石に腰掛け思い出したのは、夏祭の数日前に出会った不思議な少女「ちーちゃん」の事だった。
かごめの祖母（名前不明）
封建的で厳格な父の下に生まれたかごめを唯一可愛がった身内。「ちーちゃん」と出会ったかごめに、座敷わらしの話を聞かせる。
千鶴（ちづる）
家柄ゆえに孤独な少女だったかごめの前に現れた初めての友達。かごめから「ちーちゃん」と呼ばれ慕われていた。

#### 小暮編 エレベーター幽霊
小暮宗一郎が乾署に赴任して間もない頃の体験。小暮は警視庁へ書類を届ける直前、先輩連中からエレベーターにまつわる怪談話を聞かされる。そして小暮を乗せたエレベーターはボタンを押してもいない階で止まり、恐怖に戸惑う彼の前に、庁内で起きた事件について隠密調査をしていると言う女性管理官、御園雛子が現れる。
御園雛子（みその ひなこ）
警視庁内で発生した殺人事件を単独で調査する謎の女性。小暮にとっての理想のタイプ。夜間のみしか姿を現さず登場退場の際、音も気配もなく忽然と消える。
原朋子（はら　ともこ）
超能力者だとされる女性。不安定ながらサイコメトリックや念動力を子供の頃から使うことができた。10年前に失踪。

#### ゆうか編 作られた都市伝説
最終話から月日が経ったある冬、純也たちが捜査する事件を追ううち授業単位が足りなくなっていたゆうかは、ついに霧崎水明から留年確定を言い渡される。救済策として、水明が唸るほどのレポートを作成するよう命じられた彼女は、その夜起きた猟奇事件を元に都市伝説（ロア）を創作し、WEB上での伝播を調査することに。しかし都市伝説は不規則に、いびつな形で伝わり、やがてゆうかの周辺へと迫るのだった。
藤原朝希（ふじわら あさき）
4年前、神隠し事件に心を閉ざしかけたゆうかを偶然救うことになってから、現在も交友のある人物。ゆうかに負けず劣らずのオカルトマニアであり、彼女に創作都市伝説をレポートの題材にするよう勧める。
菱田桃代（ひしだ ももよ）
ゆうかの通う須未乃大学の生徒。創作都市伝説の元となった猟奇事件の被害者であり、焼却炉の中から損壊の激しい状態で発見された。
穂坂和臣（ほさか かずおみ）
須未乃大学の講師。端正な容姿で女生徒に人気だが、以前の赴任校を女生徒とのトラブルでやめた経緯があり、尚且つ菱田桃代との交際が噂されていたなど、やや異性にだらしない性格。
湯川果歩（ゆかわ かほ）
清桜女子大学の生徒で、以前穂坂と関係があったとされる人物。
佐倉智子（さくら ともこ）
ゆうかが高校時代に巻き込まれた神隠し事件の当事者。自らが撒いたネットロアの種を不安視するゆうかの前に、その影を見せる。

#### 終章 道明寺レポート
200あるデータベースのうち、199個を蒐集すると出現するエピソード。ゲーム全体の世界観にまつわるシナリオであり、作中の重要人物たちの会合を道明寺の視点で描く。なお、これもセルフクエスチョン他、テキストの分岐はいっさい無い。

### 流行り神3 警視庁怪異事件ファイルの物語・ゲストキャラクター

#### 序章（流行り神3）
純也が目を覚ますと、辺りには救急車のサイレンの音が響き、近くでは賀茂泉と小暮が自分を呼んでいた。ふと脇腹を見ると、そこからは大量の血が流れ出している。一体どうしてこうなってしまったのか、考えようとしながら、純也は再び深い眠りに落ちてしまう。

#### 第零話 客の消えるブティック
有名政治家達の失踪事件が世間を賑わせているなか、編纂室の面々はいつもどおりに暇をもてあましていた。そんなときに、峰岸さおりと名乗る女性が編纂室に中学生になる娘・峰岸紫音を探し出してほしいという依頼を持ち込んでくる。紫音の友人らの話を聞いていくうちに、とあるブティックを突き止めた純也は、店内の監視カメラの映像を見て困惑する。そこには紫音が試着室に入った後、衣服のみを残して忽然と消える様子が映し出されていたのだった。
峰岸さおり（みねぎし さおり）
失踪した峰岸紫音の母親。警察史編纂室に紫音の捜索を依頼する。仕事に追われるシングルマザーであり、娘とは交流が少ない。
峰岸紫音（みねぎし しおん）
今回失踪したさおりの娘。ブティックの試着室で服のみを残して忽然と姿を消した。
志乃田真由美（しのだ まゆみ）
峰岸紫音の友人であり遊び仲間。言動は責任感や配慮に乏しく、如何にも背伸びした子供然としている。
大槻愁（おおつき しゅう）
紫音が通っていたというブティックのオーナー。非常に軽薄な性格であり、女子中学生の客であっても過剰なアプローチを取る。
高嶋紅（たかしま くれない）
若い女性に絶大な人気を誇る人気ブティックのオーナー。以前、大槻を弟子として迎えていた時期がある。

#### 第一話 高額アルバイト
小暮は妹である綾が最近新薬治験のバイトを始めていることを知り心配していた。そんなある日、小暮の携帯におびえた様子の綾から連絡が入る。不審な様子に編纂室のメンバーは新薬治験の施設へと向かうが、そこでは人が最初からいなかったかのように消失していた。
本シリーズ内のシナリオの中で最もグロテスクな表現やスプラッターシーンが多い。
小暮綾（こぐれ あや）
小暮の妹。モデルを目指して養成所に通う。真面目で忍耐強く、努力家。兄の宗一郎との関係は良好ではない。
荒川えみり（あらかわ えみり）
治験ボランティアの参加者。綾と同じモデル養成所に通っている。
伊従春菜（いより はるな）
治験ボランティアの参加者。声優の養成所に通う少女。ロリータファッションを愛着している。
呂津修治（ろづ しゅうじ）
治験施設の付近の町の開業医。怪我人が出たという連絡を受け、治験施設に駆け付ける。

#### 第二話 赤いちゃんちゃんこ
有名私立小学校の「私立相羽学園」にて、女子トイレの壁や床に大量の血が撒き散らかされる事件が起きた。捜査を始めた純也らは、女子生徒から「赤いちゃんちゃんこ」と呼ばれるお化けがでるという噂と、一人の女子生徒が消息不明になっていることを知る。
五十嵐沙耶（いがらし さや）
相羽学園の6年生。愛、消えた清美と共に肝試しをした。
井出清美（いで きよみ）
相羽学園の6年生。沙耶、愛と肝試しをした後消息不明となる。
柴田愛（しばた あい）
相羽学園の6年生。沙耶、清美と肝試しをおこなった。
瀬尾靖（せお やすし）
血痕の第一発見者。普段はスクールカウンセラーをしている。
柳井美也子（やない　みやこ）
相羽学園の校長。画期的な教育システムにより、相羽学園を有名進学校へと押し上げた。
中嶋亜矢子（なかじま　あやこ）
相羽学園の元教師。沙耶、清美、愛の元担任。
五十嵐瑠美（いがらし　るみ）
沙耶の母親。

#### 第三話 地下下水道のペット
純也と小暮は小暮の所轄時代の知人である近藤に頼まれ、高齢者の住む団地に噂される「下水道のペット」について調べることになった。そのペットは「大きい裂けた口と赤い目をした化け物」であるという。また、団地にはこれまでにも「数人が失踪した」等の奇妙な噂もあった。純也らは下水道に入り調査を開始、するとそこで多数の血痕と人毛が発見される。
近藤嶺二（こんどう れいじ）
小暮の知人であり調査を依頼した団地の自治会長の老人。
等々力定弘（とどろき さだひろ）
団地の住人。頑固で感情的になりやすく、非社交的。団地の敷地内にゴミ山を築いており、近所からは変わり者扱いされている。
新納留吉（にいの とめきち）
団地近くの理髪店の店主。捨てる途中だった人毛を盗まれたと訴える。
堂本咲枝（どうもと さきえ）
団地の付近を担当している民生委員。

#### 最終話 コインロッカーベイビー
純也はいつものように登庁すると、昨日まで存在した編纂室へ続く地下5階への階段が跡形も無く消失していた。何が起きたのかわからないまま純也と羽黒は捜査一課に配属され、小暮や賀茂泉もそれぞれ編纂室に勤務する前の部署へ配属されたことを知る。編纂室はどこへ消えたのか、そんな疑問の中で彼は「コインロッカーベイビー」に基づいた怪異事件に遭遇する。
夏目京平（なつめ きょうへい）
捜査一課所属の警部補。論理的思考に基づく冷静沈着な言動を取り、その説得力は苛立つ佐々木課長をも諫めるほど。
鏑木光恵（かぶらぎ みつえ）
児童養護施設「ひかりの家」を運営する。独自の教育論を唱え人気が高い。岳仙大学出身。
檻塚妙子（おりづか　たえこ）
TV局プロデューサー。岳仙大学出身。
月島俊子（つきしま　としこ）
連続殺人の被害者。
筧麟太郎（かけい りんたろう）
岳仙大学の大学生。児童養護施設「ひかりの家」のボランティアをしている。
我妻修一（あがつま　しゅういち）
岳仙大学の教授。学生時代には、鏑木達と同時期に岳仙大学に在籍していたらしい。
風海敦士（かざみ あつし）
純也の父で、警視庁の局長。純也とは以前から良い関係ではなかったが、純也が反対を押し切って警察官になったのを機にほぼ絶縁状態になる。

#### 蘭子編 死のネックレス
夫と息子を奪った死のネックレス。蘭子は復讐を誓い、ネックレスを追い続けていた。そしてついに、ネックレスの行方を突き止める。そこで蘭子は、夫を亡くした妻、弟を毛嫌いする姉、父を誇りに思う弟に出会う。
芹沢智恵子（せりざわ ちえこ）
亡くなった芹沢照男の妻。夫が亡くなった事で精神が不安定になる。
芹沢樹（せりざわ いつき）
芹沢照男の娘。母と同じく精神が不安定。ネックレスを父の形見として付けている。
芹沢健太（せりざわ けんた）
芹沢照男の息子。錯乱する2人を必死で守ろうとする。
西向亮平（にしむこ りょうへい）
犬童警部と付き合いの深い情報屋。足が不自由。

#### D.K.編 死なない死刑囚
D.K.の元に、ある人物からの電話が入る。その内容は、遠い昔に死んだと思っていた妻が生きているというものだった。D.K.は真相を確かめるため、妻が収容されているという国内最大の拘置所へ向かう。
霧崎恵美（きりさき えみ）
D.K.の妻。東京拘置所に収監されている死刑囚。
我妻修一（あがつま しゅういち）
ある人物へD.K.の妻が生存していると情報を流す。
風海敦士（かざみ あつし）
D.K.と共に長年仕事をしてきた盟友。
多田典明（ただ　のりあき）
文部科学省職員。D.K.の前に現れ、情報提供を申し出る。

#### 薫編 トイレの花子さん
2009年8月28日からPlayStation Storeで配信中。「赤いちゃんちゃんこ」の事件で純也たちが奔走している中、羽黒は公園で1人の少女に出会う。「トイレで女性が血を流して倒れている」と言う彼女に促され公衆トイレを調べるが人影はなく、大量の血液とドアに書かれた「花子さんのトイレ」という言葉だけが残っていた。「赤いちゃんちゃんこ」事件との符号を感じた羽黒は、調査を開始する。そして事件はある人物の過去の事件へとつながっていく。
円山二三子（まるやま ふみこ）
相羽学園の4年生。鉄二の妹。「花子さん」に会っているらしい。
円山鉄二（まるやま てつじ）
相羽学園の6年生。二三子の兄。母親からのプレッシャーで受験ノイローゼになっている。
榎本隆文（えのもと たかふみ）
所轄署の刑事。子供の扱いには慣れていない。
五十嵐沙耶（いがらし さや）
相羽学園の6年生。沙耶、愛、清美の3人で二三子をいじめている。
柴田愛（しばた あい）
相羽学園の6年生。沙耶、愛、清美の3人で二三子をいじめている。
井出清美（いで　きよみ）
相羽学園の6年生。沙耶、愛、清美の3人で二三子をいじめている。
瀬尾靖（せお やすし）
相羽学園のスクールカウンセラー。
下橋ミキ（しもはし ミキ）
地方の新聞記者。今回の事件について取材に来た。
謎の女性
羽黒の前に現れた女性。羽黒に事件に深入りしないよう警告する。

## 流行り神 the Movie
『流行り神 the Movie』（はやりがみ ザ・ムービー）は2006年8月より流行り神の公式サイトで順次配信された実写によるショートホラームービー。
各シナリオのタイトルはゲームのシナリオと共通だが、ストーリーや登場人物はゲームと異なるオリジナルとなっている。1話につき異なる2つの結末が用意されている。制作は白組。現在『流行り神2』に全話を収めた「流行り神 the Movie 恐怖DVD」として同梱されている。
- 第一話 「さとるくん」（2006年8月18日配信）
- 第二話 「チェーンメール」（10月4日配信）
- 第三話 「こっくりさん」（11月22日配信）
- 第四話 「悪夢」（2007年1月10日配信）
- 第五話 「招かざる客」（2月28日配信）
- 第六話 「鬼」（4月18日配信）
- 第七話 「写真の真ん中」（6月6日配信）
- 第八話 「神隠し」（7月25日配信）

## 小説
タイトルは『流行り神 警視庁怪異事件ファイル0』。ゲームのノベライズではなく、ゲーム版に出てきたキャラクターが登場するオリジナルストーリーの小説版。エンターブレイン社のファミ通文庫より2004年12月発売（ISBN 4-7577-2124-2）。
ソフトバンク社のザ・プレイステーション誌に掲載されたゲームスタッフの執筆したショートストーリー3話に、ホラー作家が執筆した短編2話を加えたアンソロジー集である。以下は収録タイトルとその作者の一覧。ちなみに「虚儀式」には山下卓箸の『BLOOD LINK』のキャラクターがゲスト出演している。

### 収録作品
- ショートストーリー
  - ベッドの下の男（瀧本正至）
  - パッシング（瀧本正至）
  - 死体洗いのバイト（林直孝）
- 書き下ろし
  - ケサランパサラン（蕪木統文）
  - 虚儀式（山下卓）

## ドラマCD
2004年8月18日発売。ゲームのドラマCD化ではなく、オリジナルストーリー「幽霊トンネル」を描いている。
キャスト
- 風海純也 - 千葉進歩
- 小暮宗一郎 - 玄田哲章
- 霧崎水明 - 子安武人
- 間宮ゆうか - 沢城みゆき
- 末松浩次 - 三木眞一郎
- 結城輝義 - 江原正士
- 高坂善一郎 - 秋元羊介

## 漫画
タイトルは『恋闇 流行り神 アナザーストーリー』。2011年8月より『FlexComixフレア』にて連載。全5話。内容はシリーズのシナリオライター・長井知佳による書き下ろしストーリー。作画は話によって異なる。
- 第一話 百乃モト
- 第二話 三星めがね
- 第三話 なかはら★ももた
- 第四話 千鳥ぺこ
- 最終話 梶谷志乃

## 映画
日本一ソフトウェア20周年企画の1つとして実写映画の公開が予定されており、ミュージックシネマズジャパンを幹事会社とした製作委員会を立ち上げ制作を行っていたが、2012年10月11日、同社が2012年9月26日に破産したため無期延期となったことが明らかにされた。

## 関連作品
2014年8月7日、キャラクターを一新した『真 流行り神』が、2016年7月7日には『真 流行り神2』が発売された。